# Гордеевка (приток Сельди)
Гордеевка — река в России, протекает в Майнском районе Ульяновской области. Правый приток Сельди. Длина реки составляет 14 км. Площадь водосборного бассейна — 86,4 км².

## География
Река Гордеевка берёт начало в урочище Моховой Уголок. Течёт на север через населённые пункты Выры и Дружба. Устье реки находится в 47 км по правому берегу реки Сельдь.

## Данные водного реестра
По данным государственного водного реестра России относится к Верхневолжскому бассейновому округу, водохозяйственный участок реки — Свияга от истока до села Альшеево, речной подбассейн реки — Волга от впадения Оки до Куйбышевского водохранилища (без бассейна Суры). Речной бассейн реки — (Верхняя) Волга до Куйбышевского водохранилища (без бассейна Оки).
Код объекта в государственном водном реестре — 08010400512112100002202.